# Ox-Cart Bibliothek
Die Oxcart Library (englisch: Ochsenkarren Bibliothek) ist eine Buchsammlung in der Ortschaft North Olmsted in Ohio, USA. Sie gilt als die erste Leihbibliothek des ehemaligen Connecticut Western Reserve. Die Bücher waren auf Ochsenkarren durch mehr als 1.000 Kilometer Wildnis transportiert – zum Schutz dafür in Umschläge aus blauem Papier eingebunden. Sie kamen trotzdem teils verschmutzt und vom Regen aufgeweicht am Zielort an. Die Bewohner der Gegend konnten sie entleihen.
Kapitän Aaron Olmsted, der im Seehandel zwischen China und Neuengland wohlhabend geworden war, gehörte zu den 49 Investoren, die 1795 als Käufergruppe einen Großteil der „Western Reserve“ von Connecticut, einem damals nahezu unbesiedelten Landstrich, erwarb. Sein Anteil von 30.000 Dollar (von insgesamt 120.000 Dollar) machte ihn zum Eigentümer von mehreren Tausend Hektar Land.
Diese Gegenden werden heute North Olmsted, Olmsted Falls und Olmsted Township genannt; zur Zeit des Kaufs waren sie als Lenox bekannt. Olmsted ritt 1795 hin, um sein Land zu besichtigen, ohne sich dort niederzulassen. Er starb im Jahre 1806. Im Jahr 1826 bot Aarons Sohn Charles Hyde Olmsted den Siedlern von Lenox eine Buchspende von 500 Bänden aus der persönlichen Sammlung seines Vaters an, wenn sie den Landstrich nach „Olmsted“ umbenennen würden. Das Angebot wurde angenommen.
Die noch verbliebenen 159 Originale stellt heute die städtische Bibliothek, die North Olmsted Branch Library, in einer Vitrine aus. Viele von ihnen stecken noch in den blauen Schutzumschlägen.